# Lista de distritos de Portugal por Índice de Desenvolvimento Social
Segue a lista dos Distritos de Portugal ordenados pelo Índice de Desenvolvimento Social em 2004.
| Distrito         | IDS 2004 |
| ---------------- | -------- |
| Lisboa           | 0,931    |
| Aveiro           | 0,913    |
| Leiria           | 0,910    |
| Coimbra          | 0,903    |
| Porto            | 0,900    |
| Braga            | 0,896    |
| Setúbal          | 0,891    |
| Madeira          | 0,884    |
| Santarém         | 0,875    |
| Viseu            | 0,868    |
| Faro             | 0,860    |
| Açores           | 0,853    |
| Bragança         | 0,844    |
| Guarda           | 0,837    |
| Évora            | 0,831    |
| Portalegre       | 0,825    |
| Castelo Branco   | 0,822    |
| Viana do Castelo | 0,822    |
| Vila Real        | 0,814    |
| Beja             | 0,806    |